# Eriopeltis coloradensis
Eriopeltis coloradensis är en insektsart som beskrevs av Cockerell 1905. Eriopeltis coloradensis ingår i släktet Eriopeltis och familjen skålsköldlöss. Inga underarter finns listade i Catalogue of Life.